# Concert per a piano núm. 2 (Prokófiev)
El Concert per a piano en sol menor, op. 16, de Serguei Prokófiev fou compost entre 1912 i 1913. L'estrena, amb el compositor al piano, fou el 23 d'agost de 1913 a Pavlovsk. Es va produir entre l'audiència una gran polèmica pel seu suposat barbarisme i la seva escriptura avantguardista. El concert està dedicat a Maximilian Schmidthof, amic personal del compositor que es va suïcidar després de deixar una carta de comiat a Prokófiev.
La partitura orquestral es va perdre en un incendi. El concert es va tornar a estrenar a París el 8 de maig de 1924 amb Serge Koussevitzky a la direcció i amb grans canvis respecte de l'original.

## Moviments
1. Andantino - Allegretto (10-14 minuts)
2. Scherzo: Vivace (2-3 minuts)
3. Intermezzo: Allegro moderato (5-9 minuts)
4. Allegro tempestoso (10-13 minuts)

## Instrumentació
Piano solista, quintet de cordes, dues flautes, dos oboès, dos clarinets, quatre trompes, dues trompetes, tres trombons, tuba, timbals, bombo, tambor de caixes, platerets i panderos.

## Enregistraments
Vladímir Aixkenazi va gravar al costat de l'Orquestra Simfònica de Londres la integral dels Concerts per a Piano de Prokófiev amb el segell Philips. Destaca per la seva fidelitat al caràcter original de l'obra i la velocitat d'algun dels seus moviments.
El pianista xinès Yundi Li va realitzar una gira al costat del director japonès Seiji Ozawa, on algun dels fragments van ser gravats pel segell Deutsche Gramophon per a un vídeo promocional.
Yefim Bronfman va gravar al costat de Zubin Mehta i l'Orquestra Filharmònica d'Israel tots els concerts per a piano de Prokófiev, i és considerat per molts crítics de la música una de les millors versions d'aquest concert.

## Bibliogtrafia
- Jaffé, Daniel. Sergey Prokofiev.  Londres: Phaidon, 2008. ISBN 978-0-7148-4774-0.
- Jaffé, Daniel. Booklet note to Prokofiev 5 Piano Concertos, recorded by Oleg Marshev with South Jutland Symphony Orchestra, conducted by Niklas Willén: Danacord DACOCD 584–585.
- Layton, Robert. «Russia after 1917». A: Robert Layton. A Guide to the Concerto.  Oxford University Press, 1996. ISBN 0-19-288008-X.
- Matthew-Walker, Robert. Booklet note to Prokofiev Piano Concerto No. 2, recorded by Nikolai Demidenko with London Philharmonic, conducted by Alexander Lazarev: Hyperion CDA 66858.
- Nestyev, Israel. Prokofiev.  Oxford University Press, 1961.
- Nice, David. Prokofiev: From Russia to the West 1891–1935.  New Haven: Yale University Press, 2003. ISBN 0-300-09914-2.